# Sportplatz Rheinwiese
El Sportplatz Rheinwiese, es un estadio ubicado en Schaan, en Liechtenstein. En este juega sus partidos de local el FC Schaan que participa en la 2. Liga de Suiza. Tiene capacidad para 5000 personas aproximadamente.